# Edificio Corporativo de Televisión Nacional de Chile
El Edificio Corporativo de Televisión Nacional de Chile, también conocido por su dirección Bellavista 0990, es el edificio principal de la cadena pública de televisión chilena Televisión Nacional de Chile. El complejo está ubicado en los faldeos del cerro San Cristóbal en Providencia, Región Metropolitana de Santiago, y se compone principalmente de 10 estudios de televisión, oficinas administrativas, una redacción de prensa, almacenaje de archivos y otros. Desde ahí, se produce la mayor parte de los contenidos de las señales nacionales de TVN y los servicios de Internet. Además, desde 2013 algunos estudios y zonas son arrendados temporalmente para la realización de contenidos y eventos.
Oficialmente inaugurado el 20 de agosto de 1970, el centro fue nuevamente construido por etapas entre 1999 y 2005 alcanzando una extensión superior a 60 mil metros cuadrados y convirtiéndose en el centro de televisión más grande en ese país. En la actualidad es reconocido como un icono urbano de Santiago de Chile y su fachada e interior han sido utilizados como escenario de varios programas de televisión, incluso de otros canales. En las afueras se han realizado vigilias como la que ocurrió después de la tragedia de Juan Fernández en 2011, protestas, celebraciones y varios acontecimientos.
Debido a su importancia arquitectónica y social, el complejo es parte de las actividades que se realizan en el contexto del Día de los Patrimonios, una instancia coordinada por el Consejo de Monumentos Nacionales, que se realiza de forma anual.

## Infraestructura
El complejo está constituido como una serie de bloques de concreto unidos por un arco de acero recubiertos por una fachada acristalada que cerca una explanada interior conocida como el «patio de las comunicaciones». El arco, que enmarca un corredor, conecta a todos los estudios desde la entrada que se ubica en calle Bellavista. La única excepción son las dependencias de prensa que se encuentran ubicadas en el subterráneo y cuyo acceso es por medio de una entrada especial del vestíbulo.
El bloque principal, de forma romboide, cuenta con un jardín, una escalinata que da con el hall de acceso y un memorial a un costado en recuerdo a las víctimas del accidente del C-212 de la FACh que consiste en cinco columnas de color rojo. En el subterráneo de esta edificación se encuentra la redacción y una sala de edición. Conectado a esto, se encuentran los dos estudios de los servicios informativos. Uno es el principal donde se emite gran parte de los noticieros diarios, y otro secundario de menores dimensiones, que está acondicionado para transmitir boletines en cualquier momento.
En el interior, el «patio de las comunicaciones» es usado ocasionalmente para eventos corporativos y programas de televisión. Mientras que el resto del edificio está distribuido en estudios para programas, estudios exclusivos de grabación para el Área Dramática, un auditorio, bodegas de utilería, tramoya, archivo de documentación, atención de móviles, casino y cafetería, camarines de artistas y personal técnico, áreas técnicas, áreas de oficina destinadas a directorio, dirección y gerencia general, secretaría general, administración y finanzas, prensa, además de dos niveles de estacionamientos subterráneos.

## Historia
En el sitio de Bellavista 0990 funcionó hasta la década de 1960 el Molino San Pedro de la Molinera Pérez Cotapos y Cía. Los tijerales de la construcción de los estudios de TVN se realizaron el 2 de noviembre de 1969.
Televisión Nacional de Chile inauguró sus estudios en Bellavista 0990 el 20 de agosto de 1970 con la presencia del presidente Eduardo Frei Montalva. Con ello dejó de operar desde el Palacio García-Huidobro Fernández, ubicado en la esquina de la Alameda con San Martín, que alojó sus instalaciones hasta ese entonces.
Durante las décadas de 1980 y 1990 se realizaron mejoras al edificio antiguo, pero se hizo necesaria la creación de un nuevo complejo para contar con estudios propios para las grabaciones de telenovelas o programas, que por falta de espacio, debían realizarse en las instalaciones de Chilefilms, otras productoras u otros lugares —como es el caso del programa Vamos a ver que inicialmente era emitido desde el restaurante Camino Real en el sector La Pirámide del Cerro San Cristóbal, o Sabor latino desde el Hotel Crowne Plaza en la Alameda—. Para ello, se contó con un diseño de los arquitectos Víctor Gubbins Browne y Pedro Gubbins Foxley, y se debió demoler gran parte de la estructura anterior.
En el año 2000 se comenzó a construir el actual edificio corporativo, cuya primera etapa fue inaugurada en 2002 y la segunda en 2005. También se planificó una tercera etapa para albergar un nuevo «Centro de noticias», que consistiría en una nueva redacción de grandes dimensiones con un estudio integrado. La primera piedra se instaló el 20 de marzo de 2014, y pese a contar con un diseño aprobado, su construcción quedó paralizada producto de la crisis económica que enfrentó TVN entre 2014 y 2020. Desde entonces, el proyecto no ha sido retomado ni fue considerado durante la discusión de la ley 21 085 de 2018, que entregó recursos económicos a la empresa.
El 1 de diciembre de 2004 a las 12:30 horas, en una sala de climatización cercana al estudio 3, comenzó un incendio. Esto ocurrió mientras se emitía en vivo el programa Eli, contigo mejor, que debió ser detenido para evacuar a gran parte de los trabajadores del canal. Asimismo, el incendio provocó la suspensión de la señal nacional de TVN durante una hora; no obstante, el estudio 3 no resultó con daños y la transmisión se retomó con normalidad.
En enero de 2020 se arrendó los pisos -3 y -4 de los estacionamientos a la Clínica Santa María, mientras que en junio se anunció el inicio de un proceso de venta o arriendo del edificio completo con los equipos adosados a la estructura alcanzando un avalúo de 2,45 millones de unidades de fomento. Finalmente la presidenta del directorio de Televisión Nacional de Chile, Ana Holuigue, anunció el 6 de octubre que una parte de las dependencias serán arrendadas por la Fundación de Orquestas Juveniles e Infantiles de Chile. Entre las zonas designadas se incluye las oficinas del tercer piso, y de forma secundaria el uso de estudios y el casino. Para ello, se llevó a cabo una ceremonia en el «patio de las comunicaciones» que contó con la presencia de la primera dama Cecilia Morel y la directora de la fundación Alejandra Kantor. Durante la actividad, también se confirmó que el edificio no sería vendido debido a la falta de interesados y por una reunión del directorio donde la mayoría de los miembros optó por arrendar.

## En la cultura popular
El centro de televisión ha aparecido en numerosos contenidos de televisión y otros. Algunas de las ficciones en las que ha aparecido son: La villa (1986), 31 minutos (2003-2014), Los exitosos Pells (2009), Reserva de familia (2012), Zamudio (2015), 12 días que estremecieron Chile (2017), 100 días para enamorarse (2020) y Verdades ocultas (2021). También algunas zonas han sido utilizadas como escenarios en programas como Rojo, Buenos días a todos, Central Fox, ExpedienTV y Conecta2.
Para la película Tony Manero de 2008, dirigida por Pablo Larraín, se escenificó parte de las instalaciones del edificio de Televisión Nacional en la década de 1980 para mostrar una participación del protagonista en una de las secciones del programa Festival de la una. Esta reconstrucción contó con la misma escenografía de la época, un pasillo de producción y una oficina, que incluyeron equipos técnicos como cámaras de la época y el entonces logotipo de TVN pintado en las instalaciones.
El documental El cariño de un país (2012), dirigido por Felipe Vera, se basa en personas que iban todos los días al frontis del edificio corporativo tras el accidente del C-212 de la FACh en septiembre de 2011 que involucró a un equipo del canal y específicamente al presentador Felipe Camiroaga.

## Galería

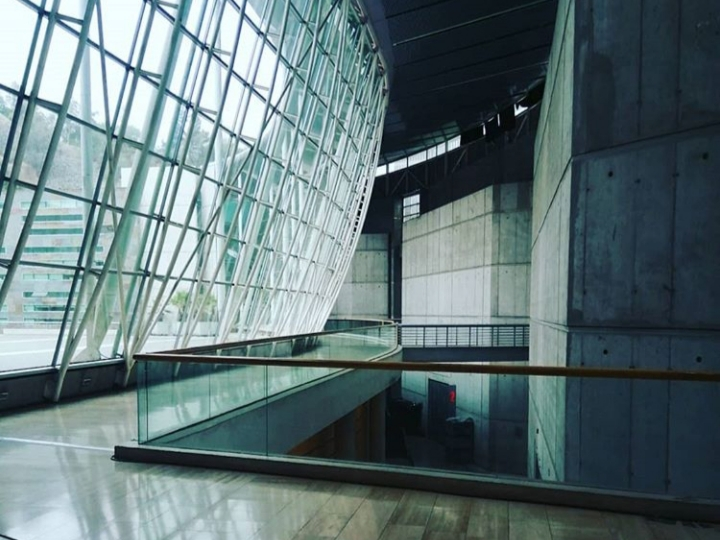
El muro cortina en el pasillo que recubre las entradas a los estudios.
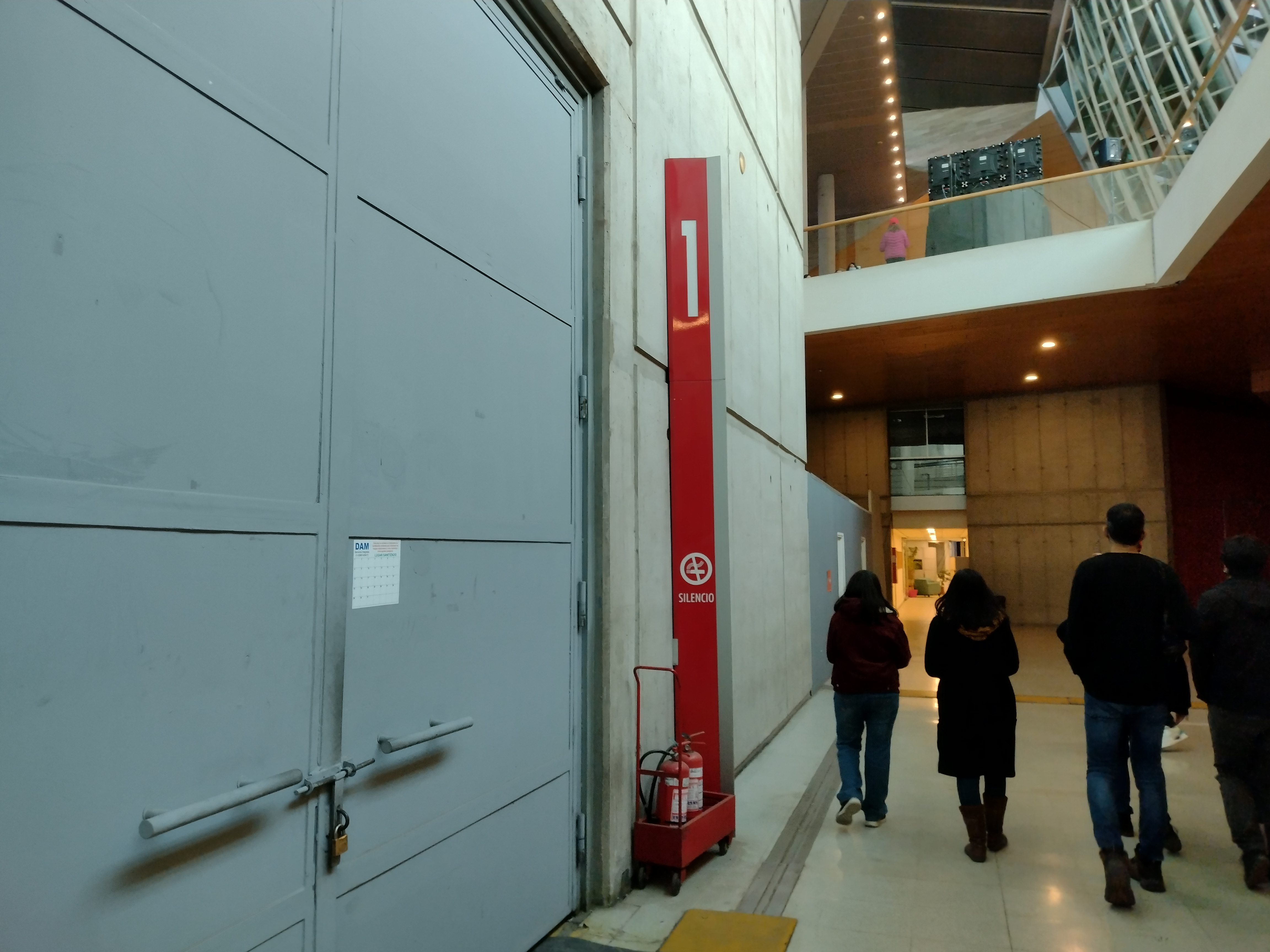
Entrada al estudio 1.
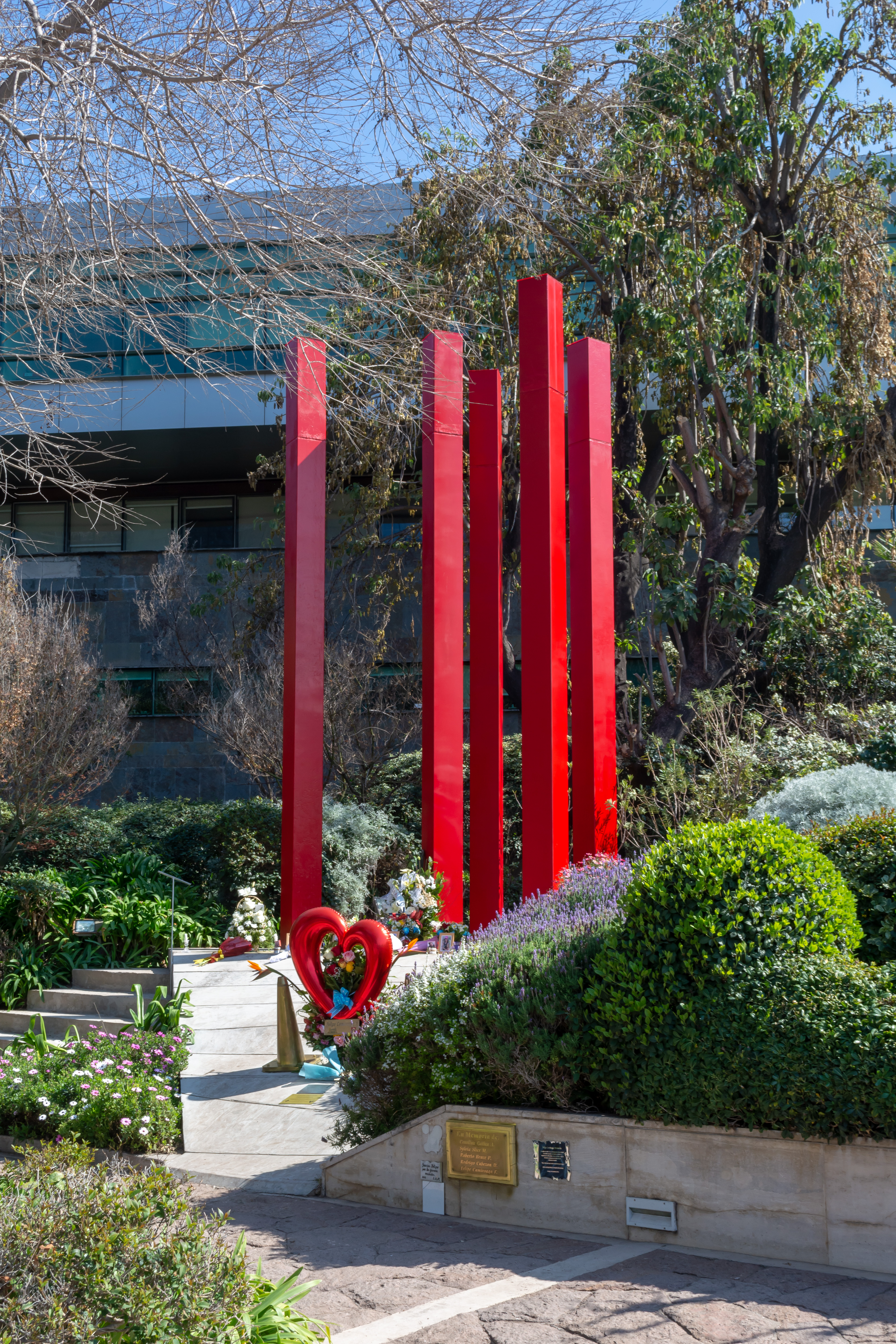
El memorial de las victimas del accidente aéreo de 2011.
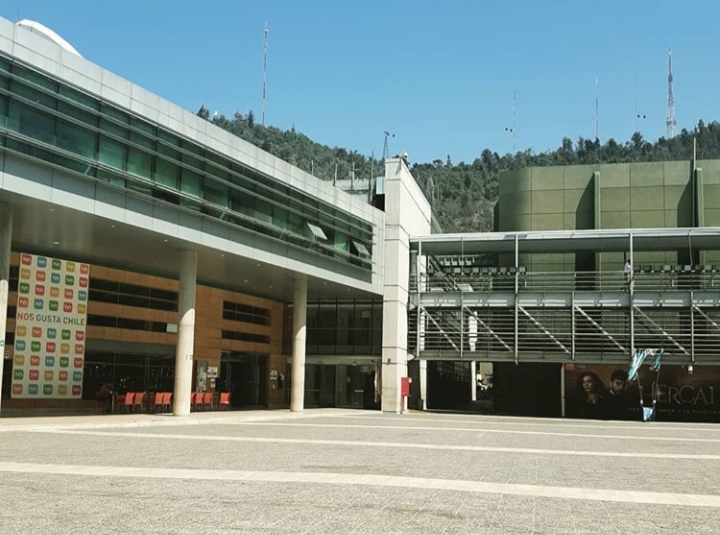
El patio de las comunicaciones y al fondo el cerro San Cristóbal.
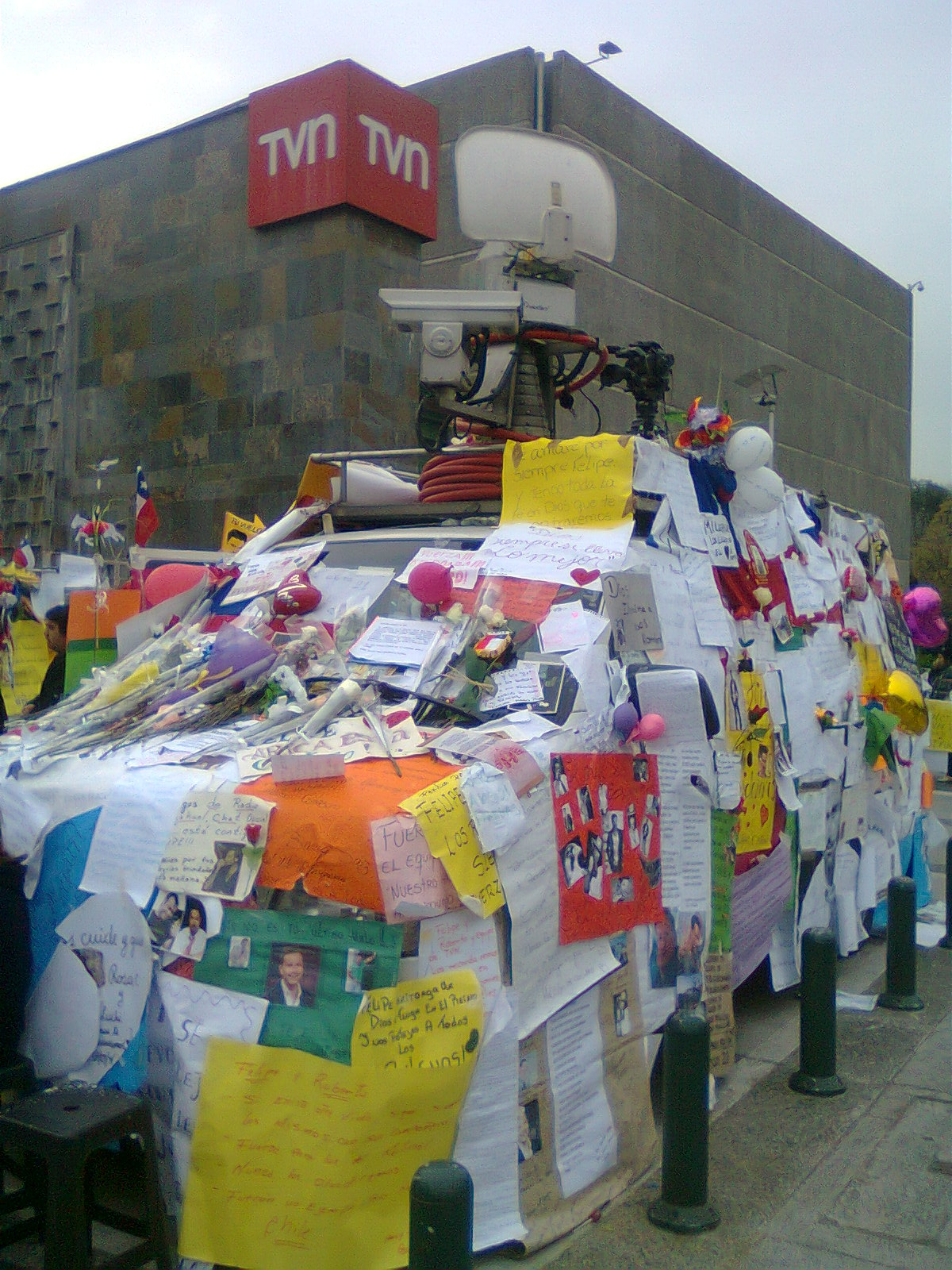
Un móvil de televisión cubierto de pancartas tras el accidente de Juan Fernández.
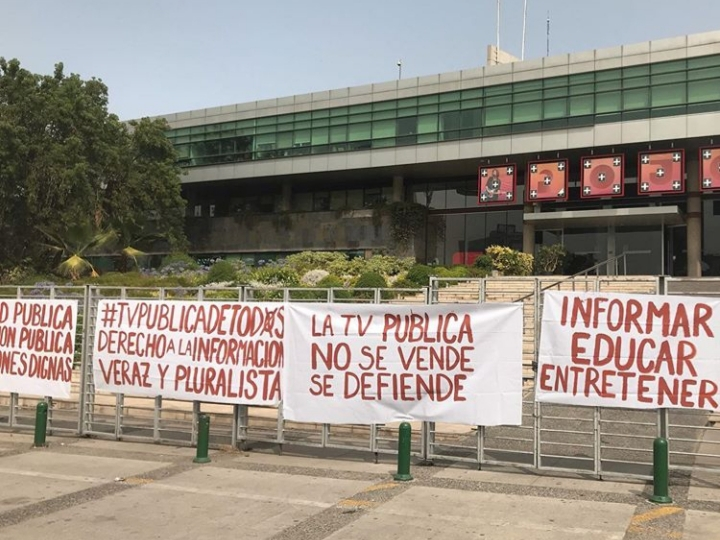
La fachada durante las protestas de 2019-2020.